# Xico Viejo
Xico Viejo är en ort i Mexiko.   Den ligger i kommunen Xico och delstaten Veracruz, i den sydöstra delen av landet, 220 km öster om huvudstaden Mexico City. Xico Viejo ligger 1 736 meter över havet och antalet invånare är 457.
Terrängen runt Xico Viejo är kuperad åt sydost, men åt nordväst är den bergig. Runt Xico Viejo är det ganska tätbefolkat, med 166 invånare per kvadratkilometer. Närmaste större samhälle är Xalapa, 17,4 km nordost om Xico Viejo. Omgivningarna runt Xico Viejo är en mosaik av jordbruksmark och naturlig växtlighet.